# Steinebrück (Aken)

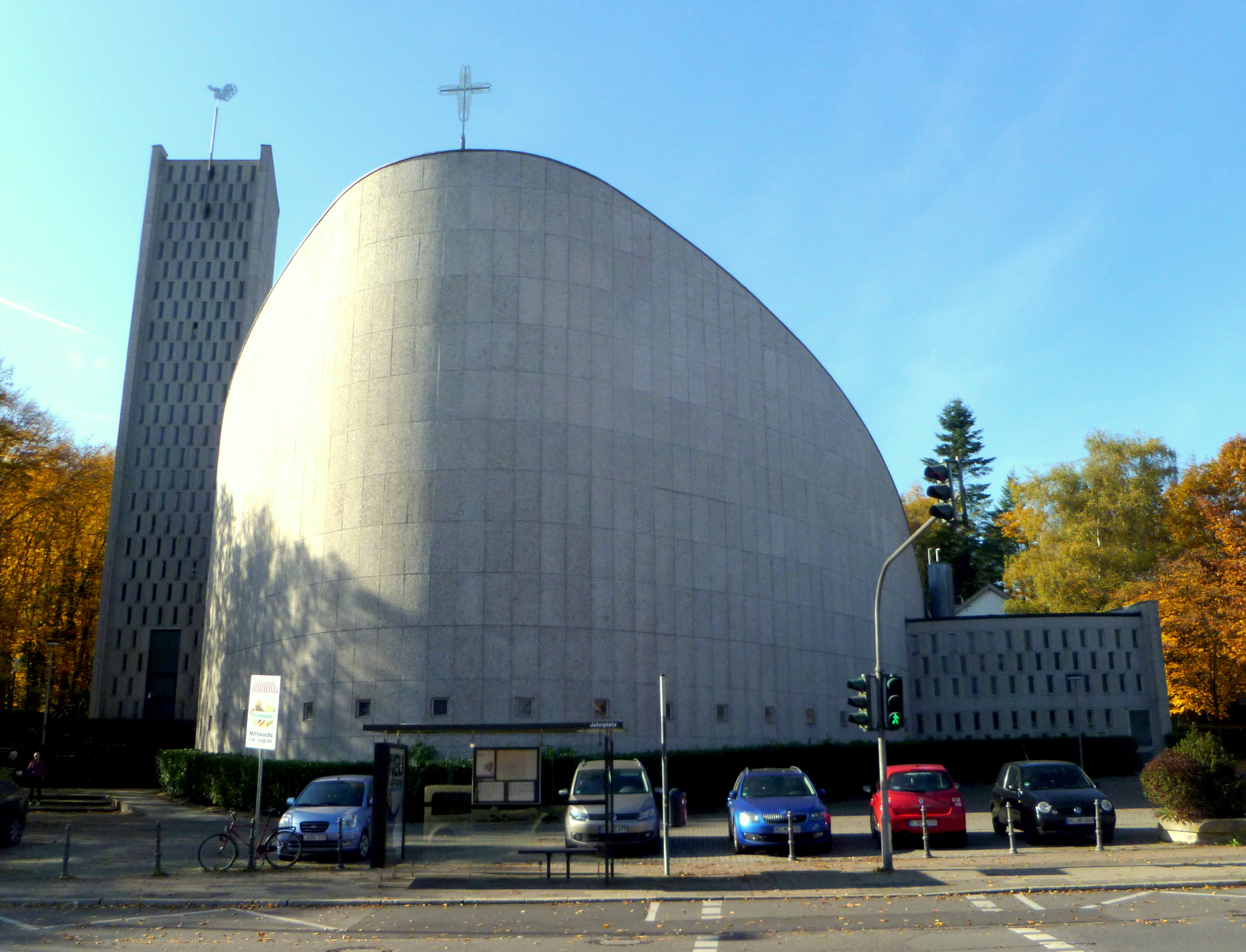
Sint-Gregoriuskerk uit 1967

Steinebrück is een plaats in het stadsdeel Aachen-Mitte in de Duitse gemeente Aken, gelegen ten zuiden van Burtscheid.
De plaats ligt aan de noordrand van het Aachener Wald, nabij de bron van de Worm, welke op een hoogte in het Aachener Wald ontspringt. Ook is ze gelegen aan de B57 die van Aken naar Eupen loopt en bij "Köpfchen" de Belgisch-Duitse grens passeert.
Er stonden drie molens op de Worm, respectievelijk de Oberste-, Zweite- en Unterste Mühle am Steinebrück genaamd. Het waren koperpletmolens, hoewel de Zweite Mühle eind 18e eeuw blijkbaar tot korenmolen werd omgebouwd.
Van het landgoed Bodenhof zijn slechts een barokke poort, een brug en een ronde hoektoren bewaard gebleven.
Bij de kruising van de B57 en de Luxemburger Ring staat de Sint-Gregoriuskerk (Sankt Gregoriuskirche), in 1965-1967 in modernistische stijl gebouwd naar ontwerp van de Keulse architect Stefan Leuer.

## Nabijgelegen kernen
Burtscheid, Preuswald, Hauset, Oberforstbach